# Renee Gracie
Renee Gracie (Brisbane, 5 januari 1995) is een Australisch pornoactrice en voormalig autocoureur.

## Carrière
Gracie deed op 17-jarige leeftijd al aan kartsport in het team van Aussie Racing Cars. Ze reed in 2014 en 2015 haar eerste kampioenswedstrijd in het Porsche Carrera Cup Australia Championship en was daarbij de eerste vrouwelijke deelnemer. Ze behaalde vijf top-10-resultaten.
In 2015 deed ze mee met de V8 Supercars in een Ford Falcon FG X, waar ze in 14 jaar tijd opnieuw de enige vrouwelijke deelnemer was. Ze eindigde op de 18e plek in het klassement met 634 punten. Een jaar later reed Gracie opnieuw, dit keer met een Nissan Altima L33. Ze eindigde op de 14e plek.
Op 19 augustus 2015 kwam Gracie in de belangstelling nadat werd bekendgemaakt dat ze ging samenwerken met Simona De Silvestro tijdens de Bathurst 1000, een 1000 kilometer lange endurancerace.
Na enkele tegenvallende resultaten in 2017 voor Dragon Motor Sport, werd ze vervangen door Jordan Boys.

### Pornoindustrie
Gracie koos in 2019 voor een nieuwe weg en startte als pornoactrice. Ze gaf aan als reden voor deze omschakeling dat zij er vanwege de hoge kosten van het autoracen onvoldoende inkomen mee kon verdienen. Gracie ging erotisch materiaal uploaden op ledenwebsite OnlyFans, en werd op deze website een van de grootste namen in Australië met een inkomen van bijna twee miljoen Australische dollar.